# Lélex
Lélex település Franciaországban, Ain megyében. Lakosainak száma 236 fő (2022. január 1.). Lélex Chézery-Forens, Crozet, Mijoux, Sergy, Thoiry, Bellecombe és Septmoncel les Molunes községekkel határos.

## Népesség
A település népességének változása:
| Lakosok száma | 184  | 203  | 232  | 225  | 231  | 227  | 227  | 228  | 231  | 236  |
|               | 1968 | 1982 | 1990 | 2006 | 2013 | 2015 | 2017 | 2019 | 2020 | 2022 |